# Vincent Burlet
Vincent Burlet (Luik, 23 september 2005) is een Belgisch voetballer die in het seizoen 2024/25 door Lille OSC wordt verhuurd aan Le Mans FC.

## Clubcarrière
Burlet begon zijn jeugdopleiding bij Union Momalloise. Vervolgens speelde hij in eigen land ook bij CS Visé, KAS Eupen, Standard Luik, opnieuw KAS Eupen en STVV. In 2021 ruilde de vijftienjarige Burlet de jeugdopleiding van STVV in voor die van Schalke 04. Een jaar later stapte hij over naar Lille OSC, waar hij in de zomer van 2022 een contract tot 2025 ondertekende.
Op 28 augustus 2022 maakte Burlet zijn officiële debuut voor het tweede elftal van Lille, dat toen uitkwam in de Championnat National 3: op de openingsspeeldag kreeg hij een basisplaats tegen RC Lens B. In de seizoenen 2022/23 en 2023/24 speelde Burlet respectievelijk 21 en 20 competitiewedstrijden voor Lille B. Op 24 april 2024 haalde hij voor het eerst de wedstrijdselectie van het eerste elftal voor een officiële wedstrijd: Paulo Fonseca liet hem op de bank plaatsnemen tijdens de competitiewedstrijd tegen AS Monaco. Op 12 mei 2024 zat hij ook op de bank tijdens de 1-2-competitiezege van Lille bij FC Nantes.
In juni 2024 werd het contract van Burlet bij Lille opengebroken tot medio 2027. Bruno Génésio, de opvolger van Paulo Fonseca, plaatste hem in augustus 2024 op de bank voor de Champions League-kwalificatiewedstrijden tegen Fenerbahçe SK en Slavia Praag, alsook voor de competitiewedstrijd tegen Angers SCO. Op 31 augustus 2024 kondigde Lille aan dat Burlet in het seizoen 2024/25 op huurbasis zou uitkomen voor derdeklasser Le Mans FC. Op 6 september 2024 maakte hij zijn officiële debuut voor de club: in de competitiewedstrijd tegen Dijon FCO (0-0-gelijkspel) kreeg hij meteen een basisplaats van trainer Patrick Videira.

## Interlandcarrière
Burlet nam in 2022 met België –17 deel aan het EK onder 17 in Israël. In de eerste groepswedstrijd tegen Servië (1-1-gelijkspel) kwam hij niet in actie, in de groepswedstrijden tegen Spanje (2-0-nederlaag) en Turkije (3-1-zege) kreeg hij een basisplaats van bondscoach David Penneman.